# Булатецька Людмила Іванівна
Людмила Іванівна Булатецька (14 червня 1950, с. Звиняче, Горохівський район, Волинська область,  Українська РСР, СРСР —  31 березня 2022, м. Луцьк,  Україна) — українська науковиця та педагогиня, кандидат філологічних наук (1986), професор (2005), декан факультету романо-германської філології, завідувачка та професорка кафедри англійської філології Волинського національного університету ім. Лесі Українки.

## Життєпис
Народилася 1950 року у селі Звиняче Горохівського району Волинської області. У 1957 році вступила до Звиняченської середньої школи. У 1967 році закінчила школу та вступила до Луцького педагогічного інституту на факультет англійської мови, який  закінчила у 1971 році з відзнакою. В листопаді 1985 року на засіданні спеціалізованої вченої ради Д 26.054.02 при Київського державного педагогічного інституту іноземних мов захистила дисертацію на здобуття наукового ступеня кандидата філологічних наук за спеціальність 10.02.04 на тему «Топікальність та її реалізація в тексті (на матеріалі английскої мови)». Відповідний науковий ступінь присуджено в березні 1986 року (диплом ФЛ № 008890). Учене звання доцента присвоєно 31 травня 1990 року (диплом ДЦ № 024707). 
Стаж педагогічної роботи в середніх та вищих закладах III–IV рівнів акредитації − більше сорока років, у тому числі у ВНУ імені Лесі Українки – більше 35 років.

## Педагогічна діяльність
У період з 1971 по 1974 роки учителювала в Жезказганській СШ № 19. У 1975 році працювала секретарем факультету англійської мови Луцького державного педагогічного інституту імені Лесі Українки (далі —− ЛДПІ ім. Лесі Українки). З вересня 1976 року по вересень 1982 року працювала викладачем кафедри іноземних мов. У вересні 1982 року вступила до аспірантури кафедри граматики та історії мови Київського державного педагогічного інституту іноземних мов, який закінчила у 1985 році. З листопада 1985 року по жовтень 1988 року працювала старшим викладачем кафедри іноземних мов ЛДПІ ім. Лесі Українки. З жовтня 1988 року по березень 2005 року перебувала на посаді доцента кафедри іноземних мов та доцента кафедри англійської філології Волинського державного університету імені Лесі Українки (далі − ВДУ ім. Лесі Українки). У період з 1996 по 2005 роки була деканом факультету романо-германської філології ВДУ ім. Лесі Українки. З лютого 2001 року — завідувачка кафедри англійської філології ВДУ ім. Лесі Українки. У березні 2005 року отримала звання професора кафедри англійської філології ВДУ ім. Лесі Українки. З 2007 по 2022 роки —– професорка, завідувачка кафедри англійської філології ВДУ/ВНУ ім. Лесі Українки. 

## Наукові інтереси
Спектр наукових інтересів Людмили Іванівни досить широкий, але основною галуззю науково-дослідницької діяльності Л. І. Булатецької стала когнітивна лінгвістика (у її інтегрованому вигляді) з наступними проблемними полями: когнітивні дослідження дискурсу, концептуальна семантика, комунікативно-когнітивні виміри спілкування, мовна картина світу, проблеми категоризації та концептуалізації, антропологічні аспекти когнітивності, лінгвістична прагматика на “мікро-, макро- й мегарівнях” (Ф. С. Бацевич), а також зміст поняття “перспективізація”. У наукових інтересах і студіях Людмили Іванівни простежується певна еволюція: починала вона з пошуків конкретних явищ текстової матерії, які б свідчили про кореляцію концептуальних та лінгвістичних структур (під впливом ідей Е. Я. Мороховської, видатного теоретика-лінгвіста й наукового керівника кандидатської дисертації Л. І. Булатецької). Далі наукова думка науковиці рухалася до проблем теоретико-методологічного характеру. У центрі уваги постали системно-пізнавальні когерентні процеси природної мови як когнітивного, соціального та культурного феномену. Показовою в цьому плані виглядає назва підручника, який Людмила Іванівна Булатецька написала у 2004 році: “Теорія та теоретизація в лінгвістиці [Архівовано 12 квітня 2022 у Wayback Machine.]”. 

## Міжнародна співпраця
Науковиця двічі отримувала гранти імені сенатора Фулбрайта за наукові проекти (у 1996 році у Чикаго, проект "Лінгвістичні засоби вираження позамовних ситуацій (порівняльний аналіз)", та у 2001–2002 роках у Берклі, проект "Лінгвістичні засоби вираження соціальної та психологічної дистанції між комунікантами (порівняльний аналіз)". Також вела співпрацю з інститутом англістики при Люблінському університеті імені Марії Кюрі-Склодовської (Польща). Угода про співпрацю польської сторони підписана деканом факультету, професором Хенриком Карделою в 2004 році.

## Пропоновані курси[3]
Теоретична граматика, когнітивна лінгвістика, суб’єктивна модальність, сучасні лінгвістичні течії, сучасні граматичні течії.

## Вибрані праці[4]
Навчальні посібники:
- Булатецька Л. І. Linguistics: Modern Theory in Use: навч. посіб. для студ. вищ. навч. закл. —– Луцьк: Східноєвроп. нац. ун-т ім. Лесі Українки, 2013. – 144 с.
- Булатецька Л. І. Теорія та теоретизація в лінгвістиці: підручник для студентів філологічних спеціальностей вищих навчальних закладів. —- Вінниця: Нова книга, 2004. — 176 с.

Вибрані статті:
- Булатецька Л. І. Граматикалізація: комунікативні стратегії та мотивації. Науковий вісник ВНУ імені Лесі Українки. 2012. № 22. С. 5-8.

- Булатецька Л. І. Лінгвістичні теорії, функції, універсалії. Науковий вісник ВНУ імені Лесі Українки. 2010. № 9. С. 167-172.

- Булатецька Л. І. (у співавторстві) Класифікація метафоризованих лексико-фразеологічних номінацій категорії обману відповідно до компонентів фрейму обману. Наукові записки національного університету „Острозька академія”. Серія „Філологічна”. 2010. Випуск 13. С. 73-77.

- Булатецька Л. І. From Communicative Strategies to Pragmatic Motivation. Актуальні питання іноземної філології. 2014. № 1, 2014. С. 33-38.